# دانگوت سمنت
دانگوت سمنت (انگلیسی: Dangote Cement) شرکت مصالح ساختمانی نیجریه‌ای است، که در سال ۱۹۹۲ توسط الیکو دانگوت تأسیس شد.